# Centrophorus uyato
Centrophorus uyato é uma espécie de peixe pertencente à família Centrophoridae.
A autoridade científica da espécie é Rafinesque, tendo sido descrita no ano de 1810.

## Portugal
Encontra-se presente em Portugal, onde é uma espécie nativa.

## Descrição
Trata-se de uma espécie marinha. Atinge os 110 cm de comprimento total nos indivíduos do sexo masculino.